# Ojoraptorsaurus boerei
Ojoraptorsaurus boerei es la única especie conocida del género extinto Ojoraptorsaurus  de dinosaurio terópodo ovirraptorosauriano que vivió a finales del período Cretácico, hace aproximadamennte 69 millones de años durante el Maastrichtiense, en lo que es hoy Norteamérica. Ojoraptorsaurus es conocido del holotipo SMP VP-1458 un par incompleto de pubis fusionados hallados en el Miembro Naashoibito de la formación Ojo Álamo datando de principios del Maastrichtiense. Fue nombrado originalmente por Robert M. Sullivan, Steven E. Jasinski y Mark P.A. van Tomme en el año de 2011 y la especie tipo es Ojoraptorsaurus boerei. El nombre genérico combina una referencia a la formación geológica con la palabra latina raptor, "capturador" y el término griego latinizado saurus, "lagarto". El nombre de la especie homenajea al oceanógrafo Arjan Boeré quien halló el espécimen.
El holotipo de Ojoraptorsaurus es SMP  VP-1458, un par incompleto de pubis fusionados. Debido a la fusión de los pubis, se cree que este espécimen era un individuo maduro. La mayoría de las especies cenagnátidos se conocen por muy pocos restos, y Ojoraptorsaurus no es una excepción. El holotipo se comparó con restos púbicos bien descritos de otros oviraptorosaurianos, a saber , Microvenator, Epichirostenotes , Nomingia y CM 78001, ahora conocido como Anzu. Comparte con los últimos tres taxones una fosa cerrada en el borde interno del pubis, cerca del borde acetabular, un rasgo que puede ser diagnóstico de cenagnátidos, en cuyo caso Nomingia es un cenagnátido. La fosa de Ojoraptorsaurus está más lejos del borde acetabular que las de las otras especies, un rasgo característico del género. Entre los oviraptorosaurianos comparados, Ojoraptorsaurus es más similar a Epichirostenotes, un género diferenciado de Chirostenotes en el mismo documento en el que se describió Ojoraptorsarus. Al comparar las proporciones púbicas con las de CM 78001,  Anzu, Ojoraptorsaurus. Se estima que tiene una longitud de aproximadamente 1,8 a 2,1 metros aproximadamente un 20% más pequeño que Epichirostenotes.Ojoraptorsaurus difiere de otros cenagnátidos debido a que posee las siguientes autapomorfias: una depresión "en forma de cuchara" en la superficie dorsal anterior de la bota púbica, una fosa cerrada en el borde interior del pubis que se encuentra a 1 centímetro del borde acetabular, la porción del tallo púbico directamente sobre la bota púbica es ligeramente convexa en sentido anterior y la superficie articular del pedúnculo iliaco subtrapezoidal del pubis.